# إنغلفينغن
اينغلفينغل (بالألمانية: Ingelfingen) هي مدينة وبلدة ألمانية تقع في ألمانيا في بادن-فورتمبيرغ. يقدر عدد سكانها بـ 5,843 نسمة .

## المدن التوأمة
مدينة Saint-Héand هي مدينة توأمة لـاينغلفينغل.

## أعلام
- يوهان غوتفريد آيكهورن
- ألفرد أرنولد